# Puerto Santander
Puerto Santander es un municipio colombiano ubicado en el departamento de Norte de Santander. Hace parte de la zona rural del Área metropolitana de Cúcuta y se encuentra localizado sobre la frontera con Venezuela, país con el cual se comunica a través del Puente Internacional Unión. Tiene bajo su jurisdicción un centro poblado: El Diamante.

## Historia
El municipio fue inicialmente una hacienda, llamada "Las Virtudes", que pertenecía al corregimiento Puerto Villamizar, que era parte de Cúcuta. Por la necesidad de empalmar el Ferrocarril de Cúcuta con el estado venezolano del Táchira, se creó una estación en esta hacienda y así se fundó Puerto Santander, el 4 de julio de 1926. Su nombre fue dado por la compañía férrea, puesto que se cree que el general Francisco de Paula Santander pasó por la localidad.
Con el fin de empalmar las dos líneas del ferrocarril, fue construido el Puente Internacional Unión, que en 1989 se formó para dar tránsito para automóviles colombianos y venezolanos. Por acuerdo 18 de 1947 fue erigido como corregimiento, separándose de Puerto Villamizar. La oficina administrativa del nuevo corregimiento empezó a funcionar en la antigua estación del ferrocarril, desarrollándose a su alrededor algunas viviendas.
La Ordenanza 80 del 20 de diciembre de 1993 dio la categoría de municipio y empezó a funcionar como tal a partir del 1 de abril de 1994.

## Economía
- Comercio: Por ser un municipio fronterizo existen establecimientos que ofrecen una amplia variedad ropa y calzado.
- Producción agrícola: Su mayor cultivo lo representa el arroz después encontramos plátano, cacao, maíz y yuca.
- Producción pecuaria: Como los bovinos, porcinos, aves de corral y la pesca.
- Producción minera: La conforma la arena de río además de ser un importante centro de acopio del carbón de exportación explotado en las minas de Norte de Santander.

## Festividades
- Primero de abril: Conmemoración de aniversario de la creación del municipio.
- Semana Santa: Se realiza con la participación de los habitantes de Boca de Grita (Venezuela).
- 16 de julio: Ferias y fiestas en honor a la patrona del municipio, la Virgen del Carmen.
- Festival de verano: Se celebra durante los días 28, 29 y 30 de septiembre.
- 11 de noviembre: Cabalgata en honor de san Martín de Loba.

## Sitios turísticos
- Iglesia Nuestra Señora del Carmen
- Puente Internacional Unión
- Paisaje de cultivos de arroz y ganadería
- Balneario Río Zulia
- Cultivos de arroz
- Antigua estación del ferrocarril
- Zona comercial hacia Venezuela
- Casa de la cultura
- Veredas del municipio
- Iglesia Movimiento Misionero Mundial